# Power-up

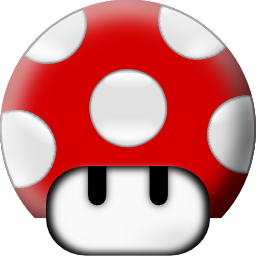
Il Super Fungo è un power-up di Mario

Un power-up (in inglese letteralmente "accendere, dare energia") o potenziamento, nel campo dei videogiochi, è un oggetto mostrato a video che conferisce una particolare abilità temporanea o permanente al giocatore o ne incrementa le statistiche quando raccolto.

## Caratteristiche
I power-up sono un caso specifico di bonus; quest'ultimo è un termine più ampio che include anche aumenti di punteggio e altri effetti positivi ottenuti con metodi diversi dalla raccolta.
Il personaggio, veicolo o altro elemento mobile controllato dal giocatore solitamente raccoglie i power-up semplicemente toccandoli.
Alcune volte questi oggetti sono ben nascosti all'interno dei livelli di gioco e il fatto stesso di riuscire a scoprirli e raggiungerli costituisce una delle sfide poste al giocatore. Nella meccanica del gioco, sono spesso qualcosa che bisogna riuscire a guadagnarsi, e che dà di conseguenza una ricompensa tangibile.
L'aspetto dei power-up dipende dal tipo di gioco e dalla funzione che hanno; si va da figure astratte a lettere o simboli che permettono di intuirne la funzione. A volte il loro colore stabilisce una vera e propria gerarchia che li mette in ordine in base al valore.
Non sempre la raccolta di un power-up conferisce immediatamente i benefici, talvolta è necessario raccoglierne un certo numero.
I potenziamenti sono un elemento importante nel design, e senza di essi molti giochi sarebbero monotoni e scialbi, o troppo difficili.
I power-up contribuiscono alla varietà e alla rigiocabilità del videogioco. Solo titoli dal design particolarmente brillante, come Tetris, non hanno bisogno di essere arricchiti con power-up per prevenire la noia. Dal punto di vista degli sviluppatori, bilanciare bene gli effetti dei power-up fa parte delle difficoltà del design.

## Potenziamenti tipici
Alcuni power-up sono molto comuni, visti spesso in differenti tipi di giochi:
- Supervelocità: può essere temporanea, permanente o cumulativa;
- Invincibilità: quasi sempre temporanea, alcune volte rende il personaggio visibilmente immateriale;
- Armi: possono essere conferite nuove armi aggiuntive o alternative, oppure può essere aumentata la potenza dell'arma attuale, in entrambi i casi in modo temporaneo, permanente o cumulativo;
- Scudi: solitamente un campo di forza visibile, che protegge il personaggio per un certo periodo di tempo o un certo numero di colpi subiti;
- Bombe o smart bomb: armi che distruggono all'istante diversi nemici in un colpo solo ovunque si trovino; il termine smart bomb (letteralmente "bomba intelligente") fu introdotto dal classico Defender e divenne poi di uso generale[10];
- Pod: moduli addizionali tipici di molti sparatutto bidimensionali, che aumentano le capacità offensive o difensive, e una volta raccolti vengono mostrati come oggetti fisici accanto al veicolo del giocatore, agganciati o talvolta orbitanti[11].
- Scrigni: in molti videogiochi, in particolare nei videogiochi di ruolo, gli scrigni del tesoro contengono vari oggetti, valuta e talvolta mostri.

Alcuni esempi di power-up famosi sono le pillole colorate di Pac-Man, che permettono di mangiare i fantasmi altrimenti letali, le caramelle di Bubble Bobble che aumentano gittata, velocità e frequenza delle bolle, e i superfunghi  di Mario che ne aumentano la statura.